# Riki Wilchins
Riki Anne Wilchins, née en 1952, est une militante LGBT+, écrivaine et chercheuse américaine, spécialiste de la transidentité. Elle a cofondé le groupe d'action Transsexual Menace en 1993, et la Gender Public Advocacy Coalition (GenderPAC) en 1995.
En anglais, Riki Anne Wilchins utilise le pronom neutre s/he.

## Biographie
Riki Wilchins grandit dans le Connecticut, dans une famille hostile aux identités de genre queer. Elle fait ses études à l'université de Cleveland, et est diplôme en psychologie et en communication en 1980. La même année, elle transitionne. 
En 1981, Riki Wilchins déménage à New York. Elle y travaille comme consultante en informatique à Wall Street et suit une formation en psychologie clinique.
Dans les années 1990, Riki Wilchins fait partie des chercheurs à l'initiative des transgender studies, avec Sandy Stone, Leslie Feinberg, Kate Bornstein et Sam Bourcier. En parallèle, elle fonde plusieurs collectifs militants pour les droits LGBT+.
En 2001, Riki Wilchins déclare souhaiter être désignée en anglais par le pronom neutre s/he.

## Engagement militant

### Transsexual Menace
En 1994, suite à ses propres expériences de transphobie et à la non inclusion du terme « trangender » dans le nom de la 25e marche des fiertés de New York, Riki Wilchins cofonde avec Denise Norris le groupe d'action Transsexual Menace. Le groupe s'implante dans plus de quarante états des États-Unis, et organise notamment des veillées pour les victimes de meurtres transphobes.
Dans une newsletter de Transsexual Menace intitulée « In Your Face », publiée en 1995, Riki Wilchins est une des premières personnes à utiliser le terme gender queer pour désigner une identité de genre.
En 1995, le documentaire de Rosa Von Praunheim, Transsexual Menace, relate les activités du groupe éponyme. Il est diffusé par Arte en 1996.

### Camp Trans (1995-2015)
En 1995, Riki Wilchins cofonde Camp Trans, en réponse à l'exclusion de Nancy Jean Burkholder du Michigan Womyn’s Music Festival. Cet événement à visée pédagogique est mis en place tous les ans aux abords de la route du festival, jusqu'à la dernière édition du festival en 2015. Son but était de s'opposer aux politiques discriminatoires du festival. Bien qu'il n'ait pas abouti à un changement de politique, il a permis d'attirer l'attention du public sur les problématiques rencontrées par les personnes trans.

### Gender Public Advocacy Coalition (1995-2009)
En 1995, Riki Wilchins fonde également la Gender Public Advocacy Coalition (GenderPAC), une organisation nationale militant pour les droits LGBT+. La Gender Public Advocacy Coalition œuvre principalement contre les discriminations au travail, les crimes de haine, la psychiatrisation des personnes LGBT+, et pour davantage de visibilité. Son action se concentre surtout sur les droits des personnes trans.
Riki Wilchins prône, au sein de la GenderPAC, pour une lutte plus large vers l'égalité des genres, incluant toutes les personnes ayant subi des discriminations et/ou violences à cause de leur identité ou expression de genre. Cette politique crée une dissession avec les autres leaders de la GenderPAC, et aboutit à sa dissoute en 2009.
En 2009, dans le prolongement de GenderPAC, Riki Wichins fonde TrueChild.

## Carrière universitaire
En 1997, Riki Wilchins publie Read My Lips: Sexual Subversion & the End of Gender, un ouvrage pédagogique qui mélange théorie queer et expériences personnelles. Cet ouvrage a eu un impact majeur dans le champ scientifique qui étudie la transidentité. Il se compose à la fois de recommandations à adopter pour une meilleure intégration des personnes trans, d'anecdotes personnelles et données historiques. Il évoque également les normes sociales qui encadrent l'érotisme.
En 2001, Riki Wilchins organise la première National Conference on Gender.
En 2002, Riki Wilchins co-édite l'anthologie GenderQueer: Voices from beyond the Sexual Binary avec Joann Nestle et Clare Howell, comprenant notamment un article de la militante Sylvia Rivera et une trentaine de textes abordant la non-binarité.
En 2004, Riki Wilchins publie Queer Theory, Gender Theory: An Instant Primer, un essai de vulgarisation scientifique visant à rendre accessible les études queers aux jeunes LGBT+.